# Sebastià Calzada i Badia
Sebastià Calzada i Badia (Barcelona, 8 de desembre de 1932) és un paleontòleg, professor i religiós català.
Escolapi, alumne de l'Escola Pia de Nostra Senyora del carrer Diputació de Barcelona, ordenat el 1955, cursà la llicenciatura en geologia entre els anys 1958 i 1961, i es doctorà a la Universitat de Barcelona l'any 1975. Compagina els càrrecs directius escolars, entre altres com a director de l'Escola Pia de Sant Antoni (1976-1979), amb la recerca paleontològica al Museu Geològic del Seminari de Barcelona, del qual és director des de l'any 1992, substituint a l'anterior director Lluís Via i Boada, que ho fou fins a la seva mort, el 1991. Com a científic, és especialista en braquiòpodes del Cretaci, que fou el tema de la seva tesi doctoral. Ha descrit 18 espècies noves i dos gèneres nous per a la ciència, i ha publicat més d'un centenar de treballs. És membre de la Sociedad Española de Historia Natural i de l'Associació Paleontològica Italiana. L'any 1973 formà part de la junta directiva de la Institució Catalana d'Història Natural, filial de l'Institut d'Estudis Catalans.